# Evangelische Kirche Niedereggenen

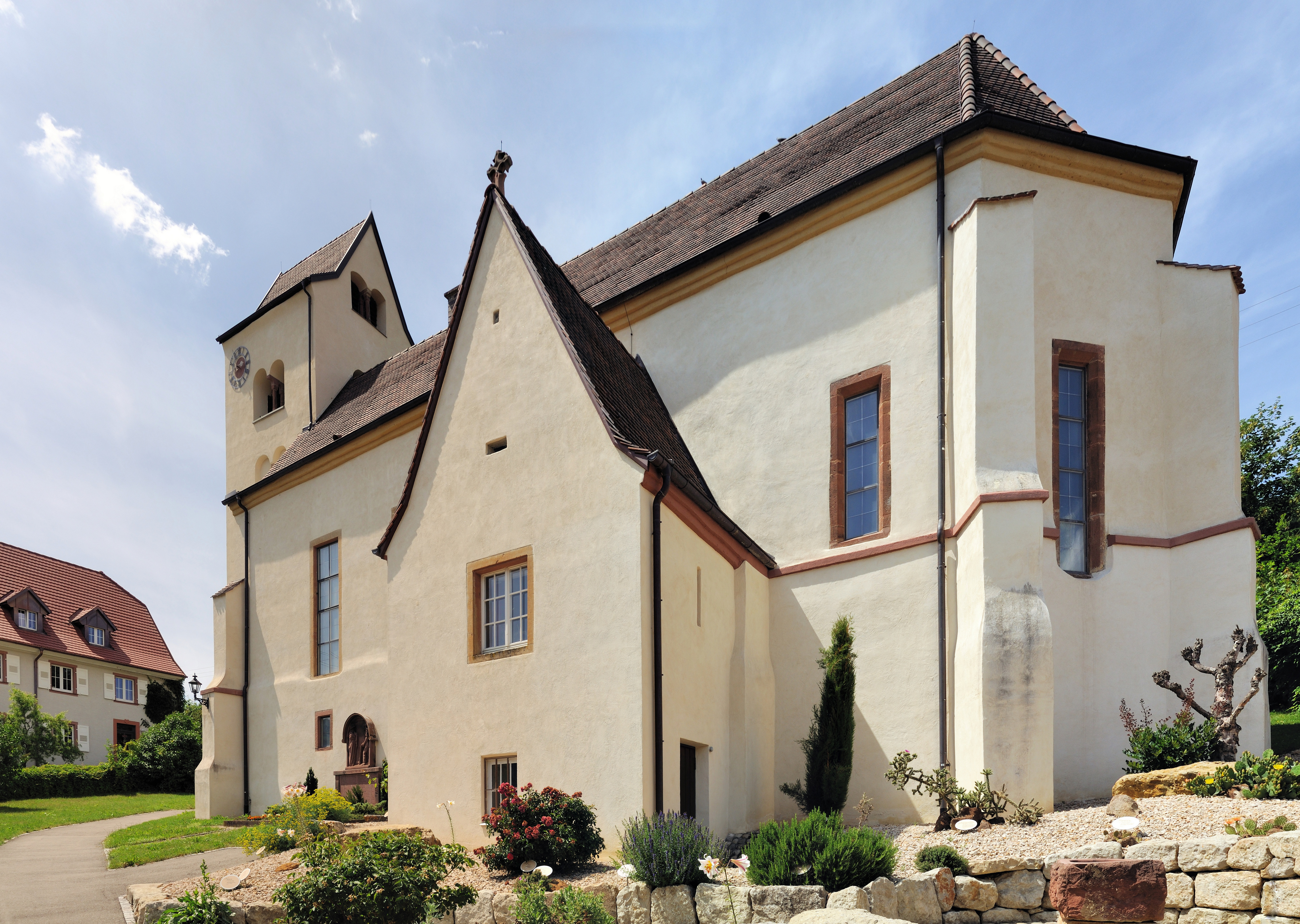
Evangelische Kirche Niedereggenen

Die Evangelische Kirche Niedereggenen im Schliengener Ortsteil Niedereggenen geht auf ein Gotteshaus zurück, das in der zweiten Hälfte des 14. Jahrhunderts urkundlich erstmals erwähnt wurde. Die älteste bauliche Substanz stammt nach einem Befund aus 10. oder 11. Jahrhundert. Nach Meinung des Denkmalpflegers Martin Hesselbacher ist der Kirchturm neben dem von St. Cyriak in Sulzburg sogar der älteste am Oberrhein. Die unter Denkmalschutz stehende Kirche ist im Chor und Langhaus mit wertvollen Fresken aus dem 15. Jahrhundert geschmückt, die im Rahmen eines Ablasshandels durch Papst Martin V. ermöglicht wurden.

## Geschichte

### Ursprünge
Die erste eindeutig auf Niedereggenen bezogene Benennung einer Kirche („ecclesia Eggenhein inferius cum filabus videlicet Welberg et Gennenbach“geht auf die Jahre 1360 bis 1370 zurück. Eine frühere Erwähnung 1275 lässt keine Unterscheidung zwischen den beiden Orten Nieder- und Obereggenen zu. Untersuchungen des Mauerwerks ergaben, dass die älteste Substanz des Glockenturms in das späte 10. oder frühe 11. Jahrhundert einzuordnen ist und damit so alt ist wie die ehemalige Klosterkirche St. Cyriak in Sulzburg. Auch Teile der nördlichen Langhauswand gehören noch dieser ersten Bauperiode an.
Um 1200 wurde der Turm erhöht. Da die Kirche im oberen Geschoss neue rundbogige Klangarkaden erhielt, wurden die alten zugemauert; diese wurden teilweise 1966 wieder freigelegt und sind als solche erkennbar.

### Umbau und Gestaltung im 15. Jahrhundert

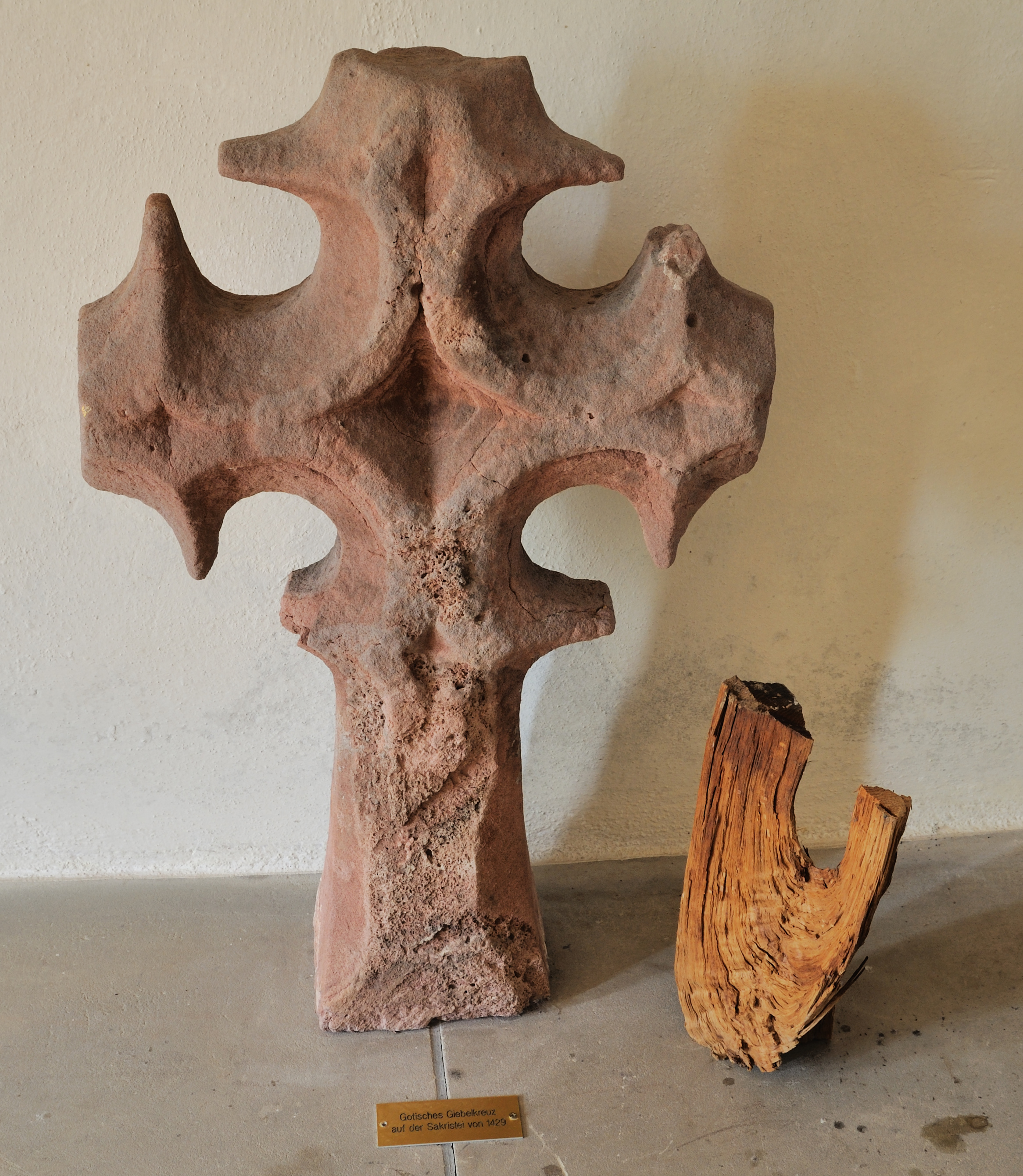
Giebelkreuz von 1429

Der bauliche Zustand muss um 1420 sehr schlecht gewesen sein. Da die wirtschaftlichen Verhältnisse der Gemeinde und deren Herrschaft nicht ausreichten, stellte man Bittgesuche um Renovierungsarbeiten durchführen zu können. Das Eintreten von Markgrafen Wilhelm bei seinem Bruder, dem Konstanzer Bischof Otto und dessen Eintreten bei Papst Martin V. führte am 18. Oktober 1429 zu einer Ablassbulle zugunsten der Niedereggener Kirche. Der Ablasshandel und zusätzliche Schenkungen ließen es zu, dass um 1450 das Langhaus vergrößert und ein neuer Chor gebaut werden konnte. Durch die Verbreitung des Langhauses nach Süden steht der Turm nicht mehr exakt in seiner Hauptachse. Neben schmalen Fenstern, erweiterte man die Kirche um eine Sakristei am Chor. An der Neugestaltung des Chors wirkten wahrscheinlich drei verschiedene Künstler mit. Die Bilder im Rippengewölbe des Chors entstanden etwa zwischen 1440 und 1450. Von einem um 1500 eingebrachten Flügelaltar ist nur noch die Predella vorhanden.

### Umgestaltung seit dem 17. Jahrhundert
Der Taufstein stammt aus dem Jahr 1661. Eine Seitenempore wurde ebenfalls im 17. Jahrhundert eingerichtet. Zur Zeit des Dreißigjährigen Kriegs verschlechterte sich der Zustand der Kirche. Ein Teil der Innenausstattung wurde dabei geraubt. Eine Visitation 1698/99 stellte fest „in Niedereggenen ist der Boden [der Kirche] nicht belegt, das Gestühl verfault und droht einzufallen“.
1830 wurden die Fenster im Langhaus und Chor vergrößert und erhielten ihre heutige Form. Ein neues Gestühl, die Kanzel sowie der Altar wurden in den Jahren 1902 bis 1904 beschafft.
Umfangreiche Renovierungs- und Restaurierungsarbeiten wurden in den Jahren 1966 bis 1971 durchgeführt. Unter anderem gestaltete Rudolf Scheurer den Altar sowie die Portalgriffe neu, die seitliche Empore wurde ausgebaut und das Gestühl modernisiert. Darüber hinaus wurden Forschungsarbeiten an der Bausubstanz unternommen. Mit Abschluss der Arbeiten wurde das Gotteshaus am 26. September 1971 geweiht.

## Beschreibung

### Kirchenbau
Die Kirche in Niedereggenen steht etwas erhöht und abseits der Dorfstraße am südlichen Ortsrand. Nördlich der Kirche befindet sich der Friedhof.
Die Evangelische Kirche Niedereggenen besteht aus einem Satteldach bedeckten rechteckigen Langhaus und hat einen in gleicher Höhe sich fortsetzenden, fünfseitig-polygonalen Chorabschluss. Außen am Chor stützen abgetreppte Strebepfeiler die Wände. Der zum Langhaus vergleichsweise niedrige Glockenturm wirkt massig und wehrhaft. Er wird von einem Satteldach in Langhausrichtung abgeschlossen. Im oberen Geschoss verfügt der romanische Turm über zweigeteilte Klangarkaden, die an den Giebelseiten etwas höher ausfallen. An der Südseite ist in der linken oberen Ecke neben der Schallöffnung ein Zifferblatt platziert. Der Turm hat nicht die im Markgräflerland sonst übliche Eckquaderung, was als zusätzliches Indiz für das hohe Alter gilt. Am Turm sind beidseitig des Hauptportals zwei Epitaphe in die Wand eingelassen. Sie erinnern an Johann Kibi(n)ger, Vogt († 21. Oktober 1673) und an Maria Magdalena Gebhard, geb. Lindwurm, die erste Ehefrau des Pfarrers Jeremias Gebhard († 16. August 1684).
Südlich des Langhauses ist eine kleine Sakristei mit spitzem Satteldach angebaut. Der rechtwinklig zum Hauptbau abzweigende Baukörper bleibt mit seinem Dachfirst unterhalb der Langhausdachkante. Über der Sakristeitüre befindet sich eine Grabtafel für Catharina Barbara Cramer, Tochter von Pfarrer Heinrich Cramer († 22. Oktober 1698).

### Inneres und Ausstattung

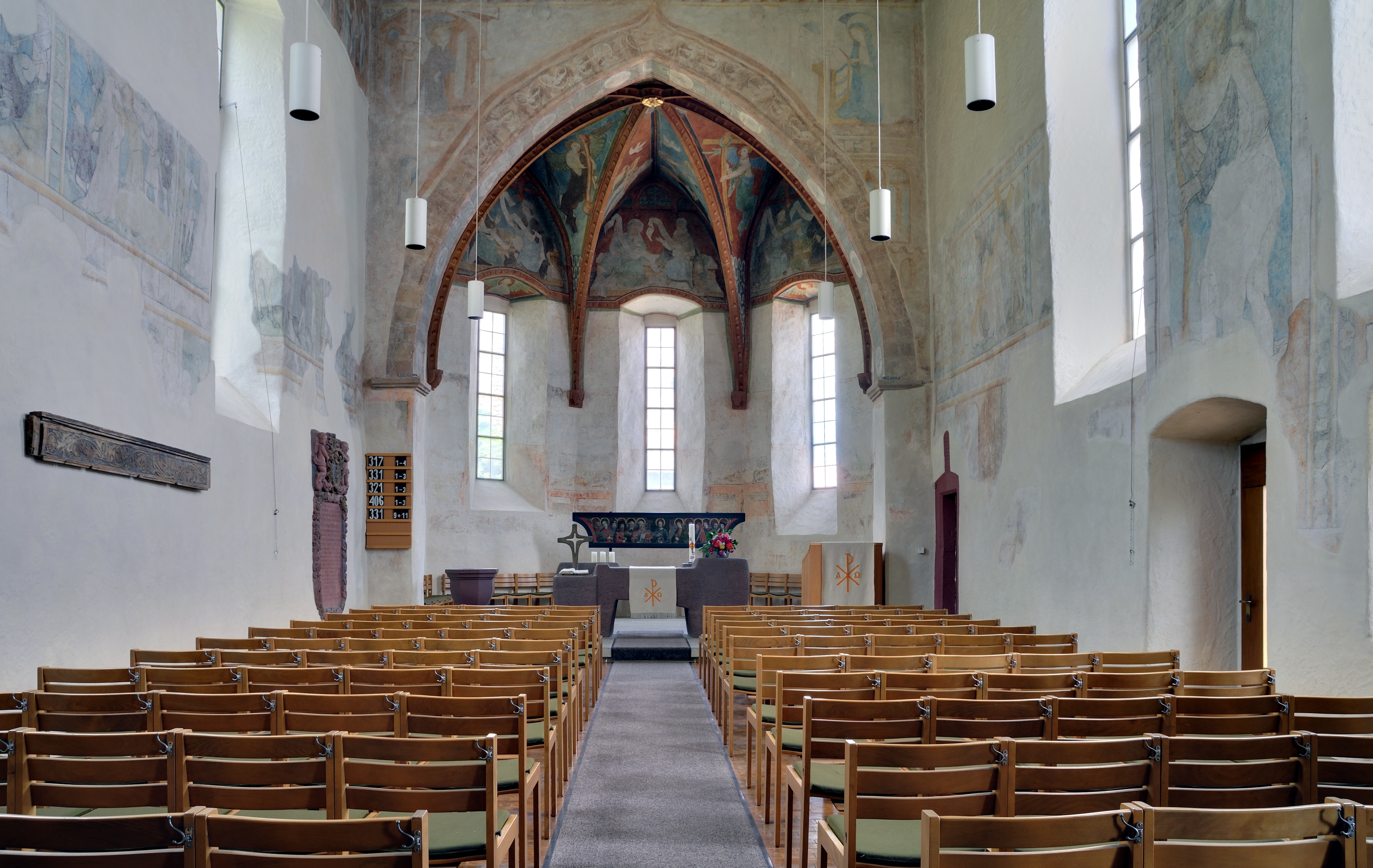
Langhaus mit Blick zum Chor

Die Kirche wird durch das Hauptportal am Turm betreten. Die Turmhalle besteht aus einem niedrigen, röhrenförmig verlaufenden Tonnengewölbe. Dies lässt auf ein ehemals niedrigeres Bodenniveau und damit altes Fundament schließen. Langhaus und Turmhalle sind mit einer dem Gewölbe angepassten milchigen Glastüre abgeschlossen.
Das einschiffige Langhaus ist hell und mit einer flachen Decke versehen. Der Kirchenraum ist beidseitig des Mittelgangs mit einzelnen Holzstühlen ausgestattet. Von der Decke hängen an dünnen Kabeln zylinderförmige, weiße Leuchten, die den Blick auf die Freskenpartien aufgrund ihrer unauffälligen Gestaltung nicht ablenken sollen. Freskenfragmente finden sich sowohl an der Süd- wie auch an der älteren Nordwand. An der Nordwand in der Nähe zum Chor erinnert ein Epitaph an den Pfarrer Jeremias Gebhard († 27. Juni 1696). Zwischen Langhaus und Chor befindet sich ein durch Malereien geschmückter Triumphbogen. Der Bogen, der den Eingang zum himmlischen Jerusalem versinnbildlicht, stellt über gemalten Quadersteinen (Diamantschnitt) das Gleichnis der klugen und törichten Jungfrauen dar. Sie sind als Halbfiguren zwischen Wolkenbändern gemalt; Engel halten das Schweißtuch der Veronika.
Der Chor wird durch ein Schirmgewölbe architektonisch geprägt. Das farbenfrohe Fresko an der gesamten Gewölbedecke reicht bis zur oberen Kante der drei rechteckigen, schmalen Fenster. Rippen, Konsolen und Köpfe sind für eine Dorfkirche besonders präzise gearbeitet. Der Schlussstein hat die Form einer goldenen Rosette. Im ansonsten schlichten und hellen Chorraum steht ein moderner Altartisch von Rudolf Scheurer. An der Chorwand sind einzelne Stühle aufgestellt. Bis 1898 existierte ein spätgotisches Chorgestühl, dessen Rückwand von einem geschnitzten Ornamentfries bekrönt war. Dies erlitt bei der Renovierung einen Schaden und ist nicht erhalten geblieben. Lediglich ein kleiner Rest des Ornamentfrieses konnte konserviert werden und ist an der Nordwand aufgehängt. Hinter dem Altar ist eine Predella mit der Darstellung Christi und den zwölf Aposteln aufgestellt. Sie ist ein Überbleibsel eines Hochaltars aus dem 15. Jahrhundert.

### Fresken

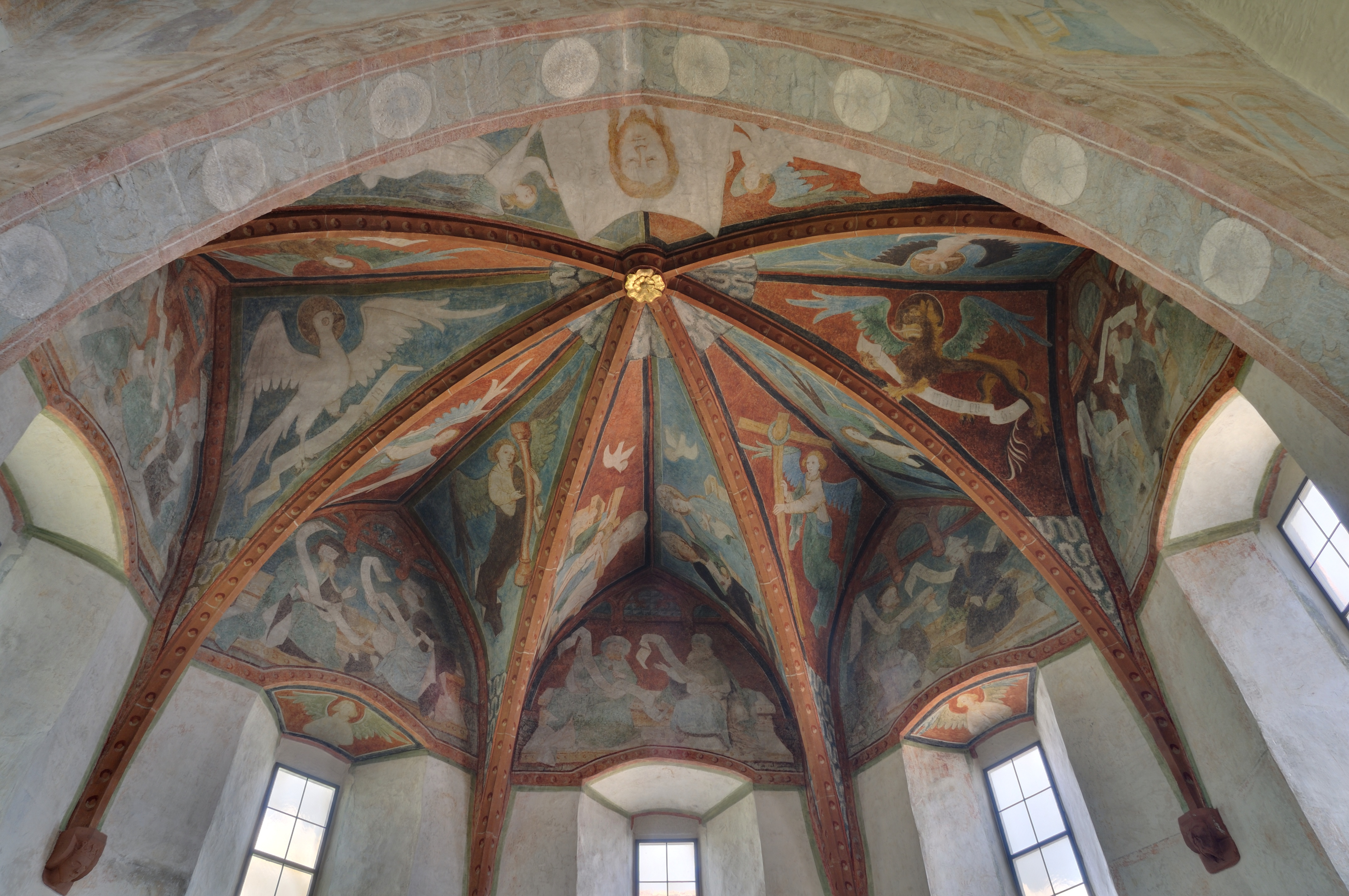
Fresken im Chorgewölbe

Nachdem die Wandbilder 1966 aufgedeckt worden waren, geht man davon aus, dass der gesamte Innenraum mit Bildern geschmückt war. Nur noch ein kleiner Teil konnte freigelegt werden.
Unterhalb des Dachs in der oberen Zone der Nordwand wird in zwölf Bildern die Schöpfung der Welt dargestellt. Das erste Bild ist nicht zu erkennen, muss jedoch von der Erschaffung des Alls und der Trennung von Licht und Finsternis handeln. Im zweiten Bild wendet sich Gottvater in einem strahlend hellen Gewand zur eben von ihm erschaffenen Himmelsscheibe. Im dritten Bild beugt sich der Schöpfer zur Erschaffung der Erde nach unten. In den nachfolgenden Bildern ist zu erkennen: Erschaffung von Sonne und Mond (Bild 4), Erschaffung von Vögeln und Wassertieren (Bild 5), Erschaffung der Landtiere (Bild 6), der Schöpfer sitzt frontal ohne Beigaben (Bild 7), Erschaffung Adams (Bild 8), Erschaffung Evas (Bild 9), Vermählung des Paars (Bild 10), Verführung durch die Schlange (Bild 11) und Vertreibung des Menschenpaars durch Erzengel Michael aus dem Paradies (Bild 12).
Zwischen den Fenstern ist die Erlösungsgeschichte dargestellt, die an der Nordwand beginnt. Einige Szenen sind durch die Vergrößerung der Fenster unwiederbringlich verloren gegangen. Zu den am besten erhaltenen Darstellungen gehört die Kreuztragung. Das Böse und Christus kontrastieren dabei in einem auffälligen Farbkontrast. Die Stationen Kreuzabnahme und Grablegung fehlen. In der unteren Wandregion ist die biblische Erzählung nach der Auferstehung weitergeführt.

### Glocken

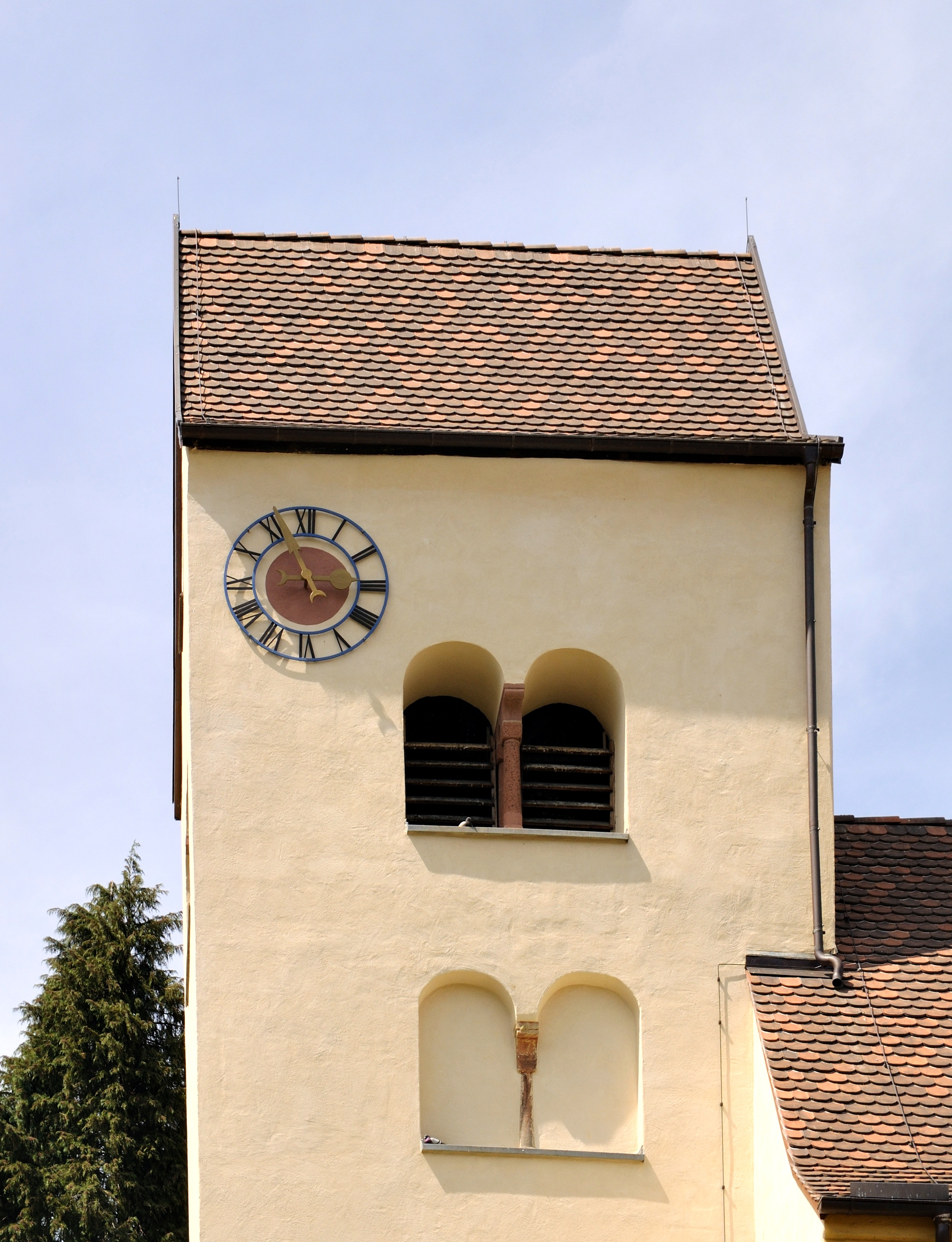
Glockenturm

Die ältesten Glocken stammen aus den Jahren 1656, 1698 und 1700. Sie wurden im 18. Jahrhundert durch verschiedene Glockengießer umgegossen bzw. ersetzt. Nachdem Glocken infolge des Ersten Weltkriegs abgegeben werden mussten, wurden sie 1924 durch den Bochumer Verein ersetzt. Das dreistimmige Geläut aus Gussstahl setzt sich wie folgt zusammen:
| Name            | Schlagton | Gussjahr | Inschrift                                       |
| Große Glocke    | d′        | 1924     | Haltet an am Gebet – Dem Andenken unserer Toten |
| Mittlere Glocke | f′        | 1924     | Seid geduldig in Trübsal                        |
| Kleine Glocke   | g′        | 1924     | Seid fröhlich in Hoffnung                       |

### Orgel
Die erste Orgel wurde 1783 von Blasius Bernauer (1740–1818) aus Staufen im Breisgau erbaut, der zu der Zeit in Rheinfelden tätig war. Sie wurde 1898 auf eine inzwischen nicht mehr vorhandene Empore am Chor versetzt. 1938 stellte Walcker Steinsfurt ein neues Instrument her; es wurde 1971 überarbeitet. Das Instrument verfügte über Taschenladen, elektropneumatische Traktur und hatte zwei Manuale, ein Pedal und 16 Register.
Im Dezember 2004 wurde eine neue Orgel von Hartwig Späth eingeweiht. Das 143.000 Euro teure Instrument wurde aus Spenden der letzten 20 Jahren von der Kirchengemeinde finanziert. Es verfügt über eine rein mechanische Spiel- und Registertraktur, über 14 klingende Register, acht Transmissionen und hat folgende Disposition:

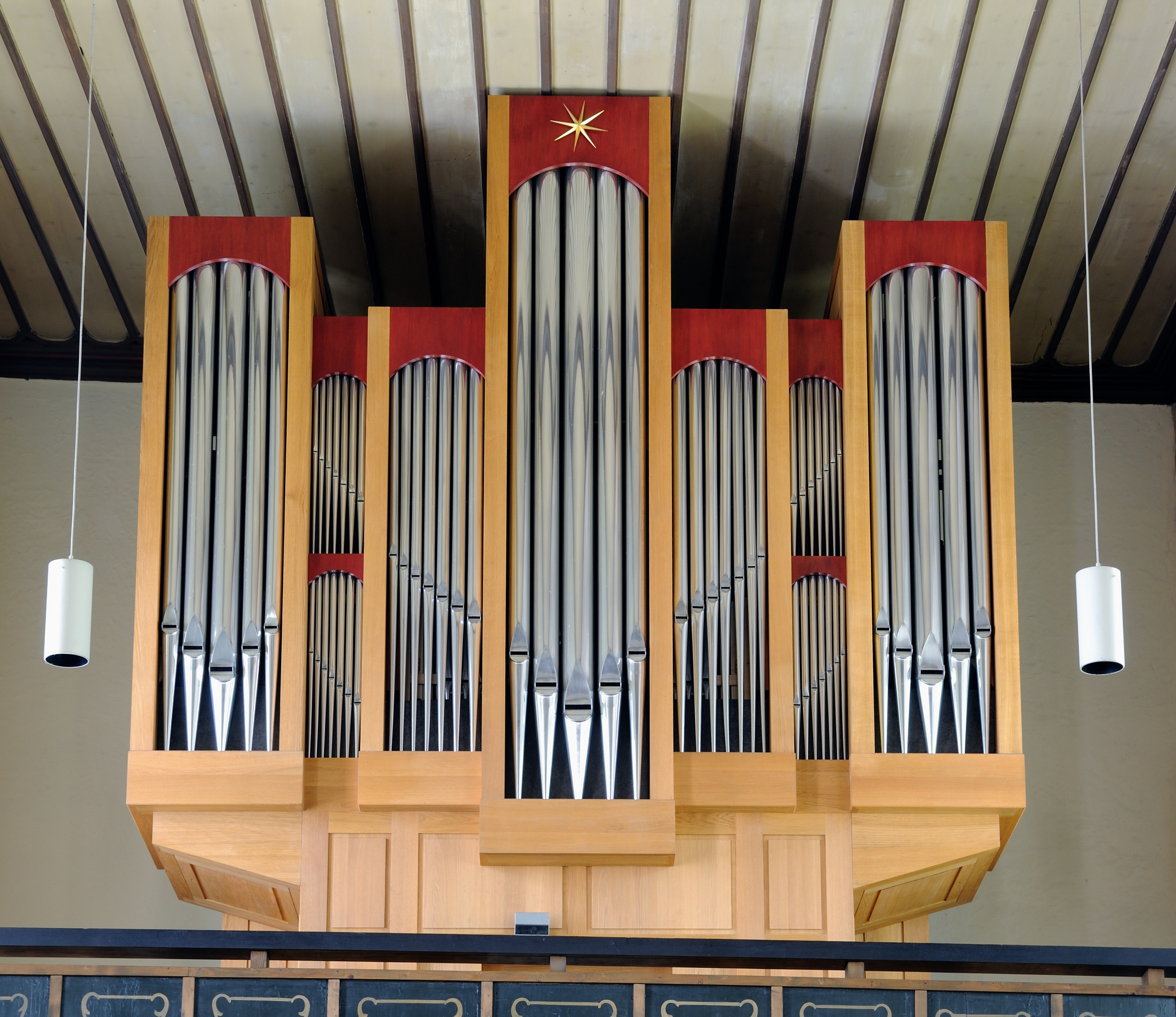
Orgel

| I Hauptwerk C–g3    |     |
| Bourdon             | 16′ |
| Prinzipal           | 8′  |
| Holzflöte           | 8′  |
| Oktave              | 4′  |
| Traversflöte        | 4′  |
| Oktave (aus Mixtur) | 2′  |
| Mixtur III–IV       | 2′  |
| Fagott              | 16′ |
| Trompete            | 8′  |

| II Schwellwerk C–g3       |       |
| Bourdon                   | 8′    |
| Salicional                | 8′    |
| Offenflöte                | 4′    |
| Nasard (aus Sesquialtera) | 2 ⁄3′ |
| Sesquialter II            |       |
| Flageolett                | 2′    |
| Basson-Hautbois           | 8′    |

| Pedal C–f1          |     |
| Subbass (aus HW)    | 16′ |
| Oktavbass (aus HW)  | 8′  |
| Bassflöte (aus HW)  | 8′  |
| Choralbass (aus HW) | 4′  |
| Fagott (aus HW)     | 16′ |
| Trompete (aus HW)   | 8′  |

- Tremulant, Zimbelstern
- Koppeln: II/I, I/P, II/P